# Microtus mogollonensis
Microtus mogollonensis és una espècie de mamífer rosegador de la família dels cricètids. Viu al sud-oest dels Estats Units, entès en el sentit ampli del terme, i possiblement al nord de Mèxic. Té una llargada de cap a gropa de 109-127 m, la cua de 24-35 mm i un pes de 25-43 g. Els seus hàbitats són els prats montans dominats per herba o fòrbies. Hi ha autors que encara el consideren un sinònim del talpó mexicà (M. mexicanus), incloent-hi la Unió Internacional per a la Conservació de la Natura (UICN), així que se n'ha avaluat l'estat de conservació. El nom específic mogollonensis significa ‘de Mogollón’ en llatí.